# 1-氯-3,3,3-三氟丙烯
1-氯-3,3,3-三氟丙烯是种不饱和的氯氟烃，分子式为HClC=C(H)CF3。这种无色气体作为空调中更环保（较低全球变暖潜能值）的制冷剂而备受关注。该化合物以E和Z异构体形式存在。它可由1,1,1,3,3-五氯丙烷的氟化和脱卤化氢反应制备的。